# Chievodam

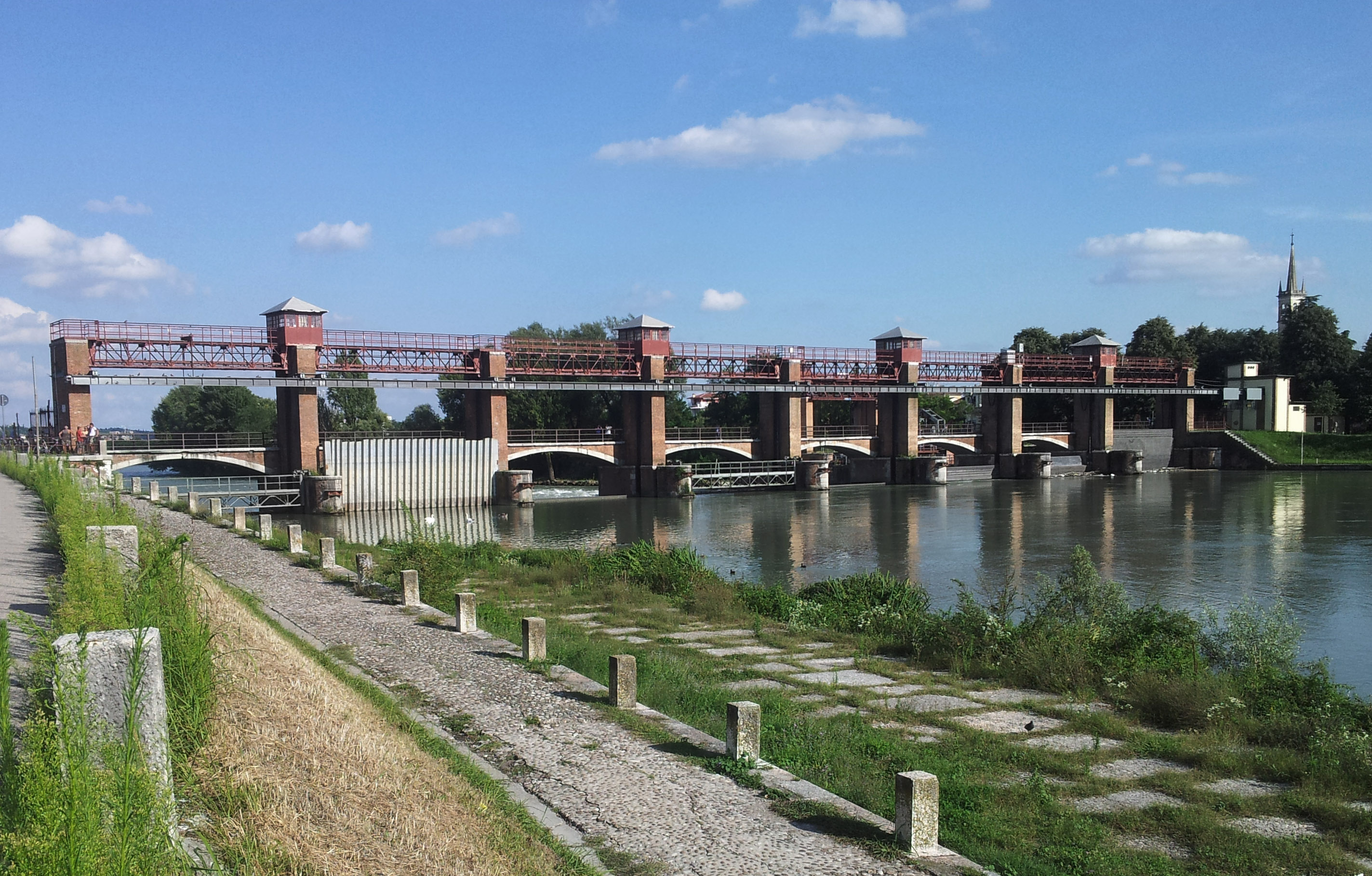
Chievodam in Chievo op de Adige, Noord-Italië

EuroVelo route n°7

De Chievodam, in het Italiaans Ponte Diga del Chievo, is een gedeeltelijke afdamming van de rivier Adige in Noord-Italië. De dam die tevens een brug is voor voetgangers en fietsers, staat in de stad Verona, meer bepaald in de wijk Chievo.

## Doel van de dam
De Adige is de rivier die door het oude centrum van Verona stroomt. Eind 19e eeuw werd het kanaal Industriale Camuzzoni gegraven; het kanaal dat eveneens door het centrum loopt, heeft niet de kronkelige vorm van de Adige. Zoals de naam aangeeft, is het kanaal Industriale Camuzzoni een toegangsweg voor de industriezone van Verona. Schepen kunnen er gemakkelijker aanmeren dan aan de oevers van de rivier. In de 19e eeuw liepen er kettingen door de Adige om de tolambtenaren toe te laten de schepen aan te snoeren en de goederen te inspecteren.
De Chievodam staat naast het noordelijk uiteinde van het kanaal zodat hij het rivierwater in het kanaal drijft. Het doel was voldoende debiet te geven in het Camuzzoni-kanaal. Naast voldoende stroming voor scheepvaart is er voldoende wateraanvoer voor de fabrieken. Bovendien konden er waterturbines draaien om de fabrieken elektriciteit te leveren. De dam kan het debiet regelen in het kanaal (en in de Adige).

## Historiek
De Chievodam werd gebouwd in de jaren 1920-1923. De ingenieur was Gaetano Rubinelli. Er zijn acht bogen met zeven poorten opgehangen tussen de torens in de Adige. Onder een boog is een sluis aangelegd waar kleine schepen kunnen doorvaren. Elke poort rijdt op spoorwegrails en is bediend door een aparte motor. 
De Duitse bezetter dynamiteerde de dam op 25 april 1945. In 1946 was ze heropgebouwd volgens de originele plannen van 1920. 
In 1993 werd de dam met de dijk gerestaureerd omdat er instortingen waren in het oude rivierbed van de Adige. De provincie Verona liet in 2009 een waterkrachtcentrale bouwen op het Camuzzoni-kanaal. Deze voorziet de stad Verona van elektriciteit.
De brug bovenop de dam is toegankelijk voor fietsers en voetgangers. De internationale fietsroute EuroVelo n° 7 Sun Route loopt over de Chievodam.

## Fotogalerij van de bouw

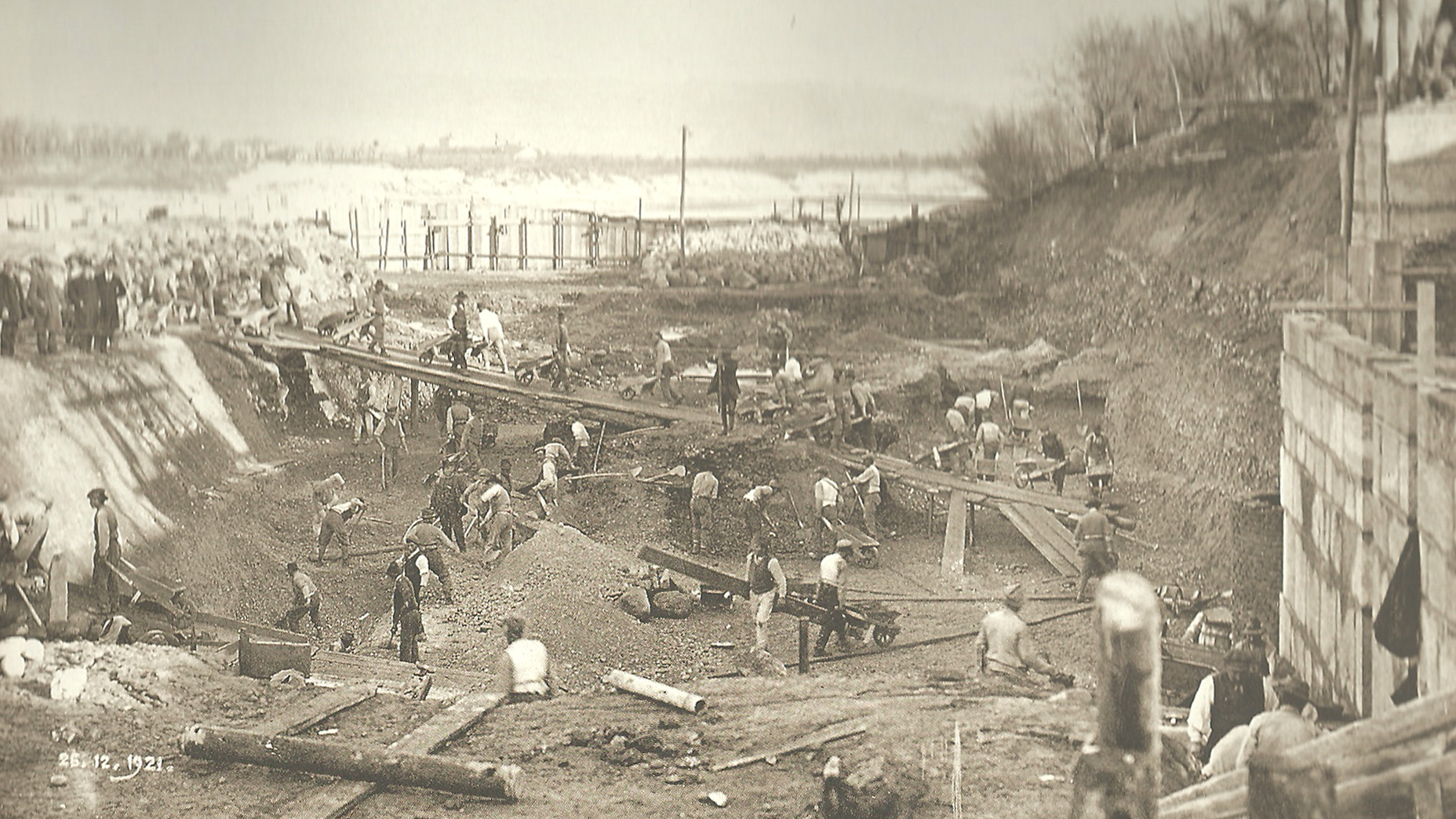
Graven in de bedding van de Adige
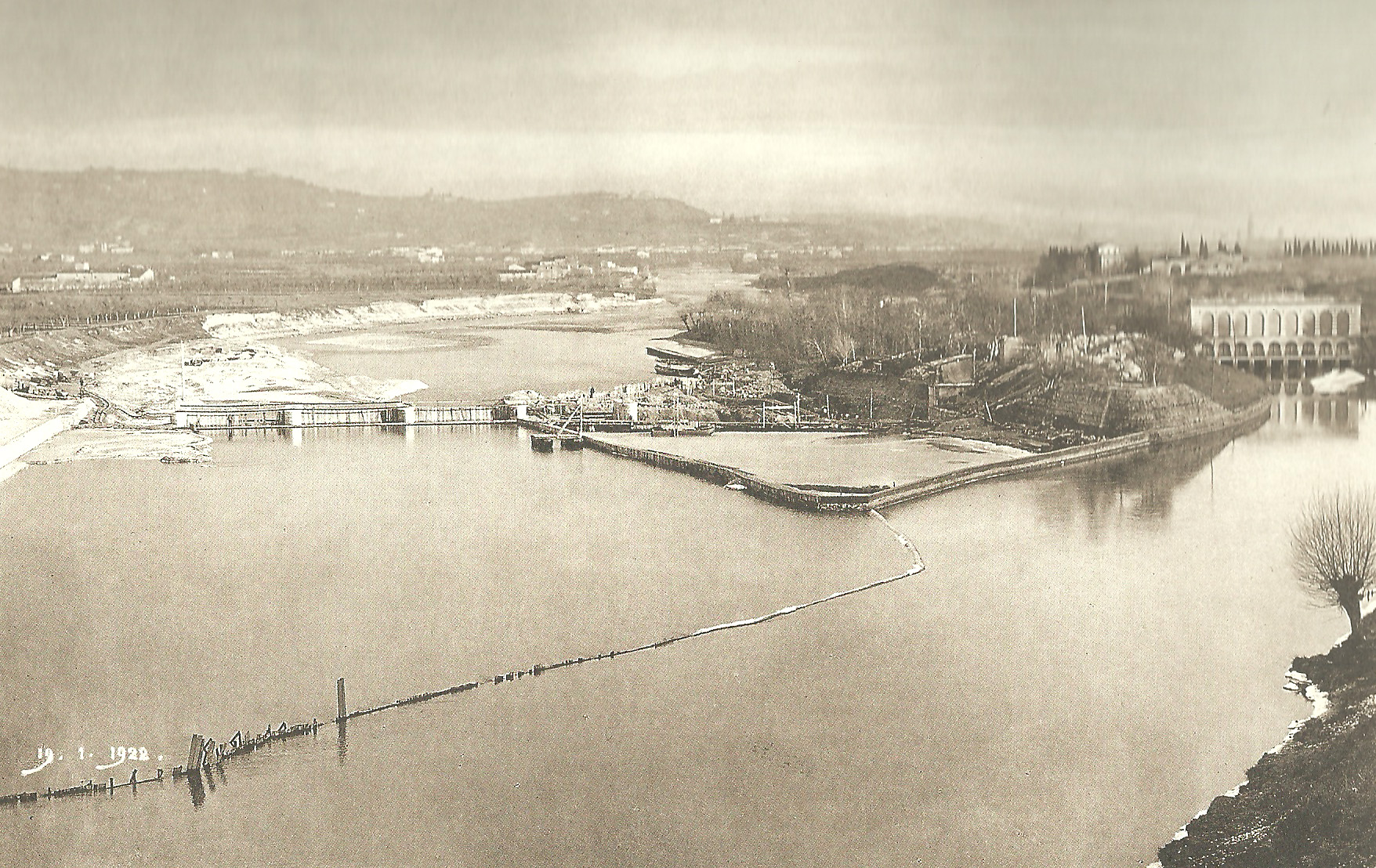
Links werken in de Adige en rechts Camuzzoni-kanaal
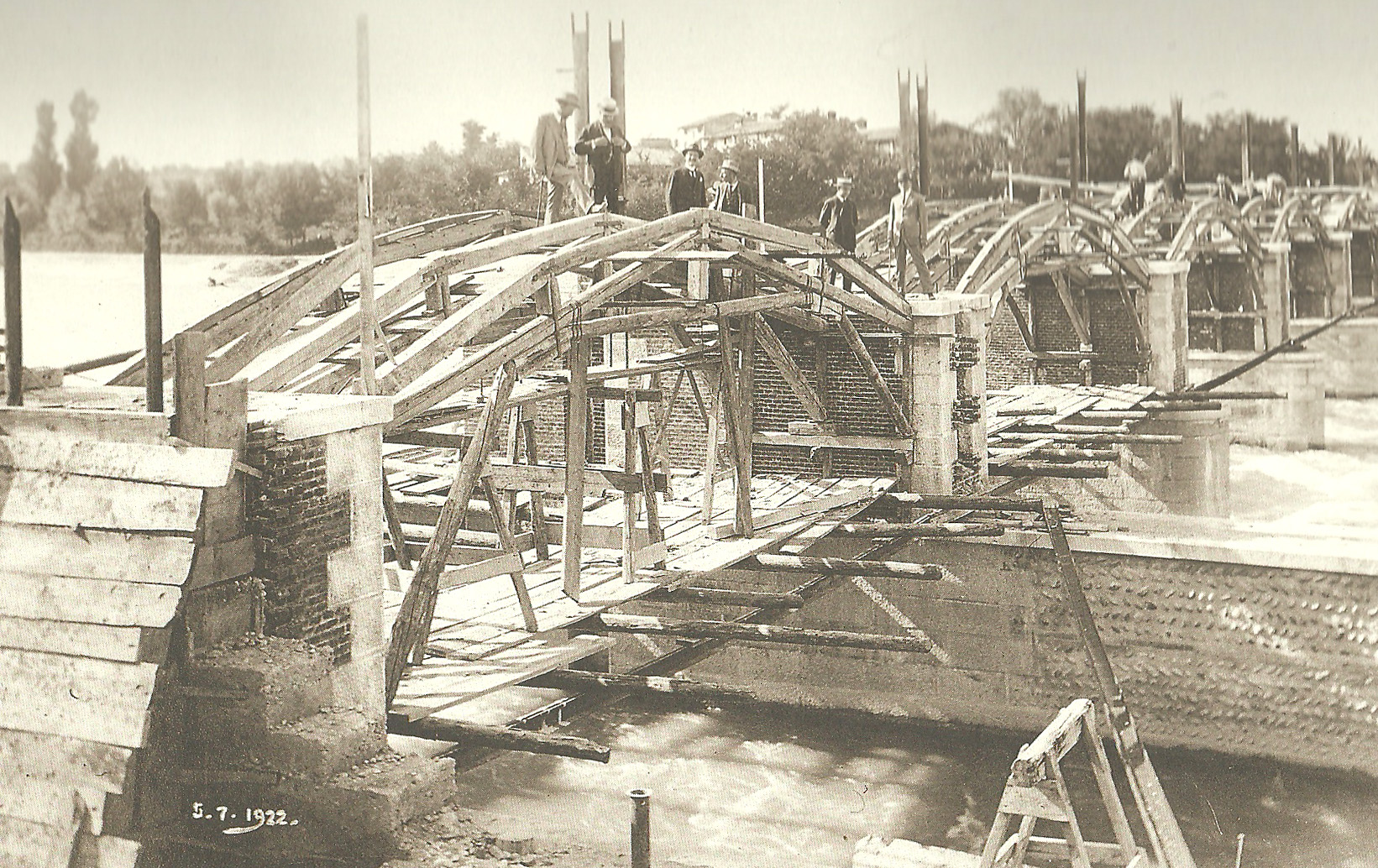
Ophanging van de stuwpoorten